# Sacra conversazione s klečečim Federicom II. da Montefeltrom
Madonna iz Brere (znana tudi kot Pala di Brera, oltarna slika Montefeltra ali oltarna slika Brera in tudi Sacra conversazione s klečečim Federicom II. da Montefeltrom) je slika italijanskega renesančnega mojstra Piera della Francesca, naslikana v letih 1472–1474. Nahaja se v milanski Pinakoteki Brera, kjer jo je odložil Napoleon.
Delo, znano kot sacra conversazione, je Federico III. da Montefeltro, vojvoda Urbina, naročil za praznovanje rojstva sina Guidobalda. Po drugih virih naj bi slavila njegovo osvojitev več gradov v Maremmi.

## Datacija
Slika je bila izdelana med letoma 1472 in 1474; terminus ante quem ugotavlja odsotnost Federicovega lika insignij Reda podveze, ki ga je prejel pozneje. Ko so jo konec 19. stoletja znova odkrili v Breri, je bila slika tako iznakažena z zatemnjenim lakom, da je bila pripisana Fra Carnevaleu (Bartolomeo di Giovanni Corradini), saj Pierova uporaba oljne tehnike še ni bila znana.
Nekateri viri kažejo, da je bilo delo naročeno za praznovanje rojstva Federicovega sina Guidobalda, ki se je rodil leta 1472. Po tej hipotezi bi Otrok lahko predstavljal Guidobalda, medtem ko bi bila Devica morda videti kot Battista Sforza, Federicova žena, ki je umrla istega leta in bila pokopan v San Bernardinu.

## Opis
Delo predstavlja sveti pogovor z ustoličeno Devico in zaspanim otrokom na sredini, obdana z množico angelov in svetnikov. Na desnem spodnjem vogalu kleči in nosi oklep, pokrovitelj umetnosti, vojvoda in kondotjer Federico da Montefeltro. Federicovo izbiro nošenja oklepa niso opazili na drugih donatorskih slikah v preteklem stoletju. Nošenje oklepa tukaj pomeni njegovo vojaško moč in predanost zaščiti svojo vero, nov koncept predstavljanja v oklepu, ko je v sveti navzočnosti. Ozadje sestavlja apsida cerkve v renesančnem klasičnem slogu, ki je upodobljena v tako natančni perspektivi, da je mogoče izračunati navidezno globino kasetirano obokane apside. Na sredini iz lupine apside, na niti visi jajce, podoba Marijine plodnosti in obljuba o regeneraciji in nesmrtnosti.
Otrok nosi ogrlico iz temno rdečih koralnih kroglic, barve, ki aludira na kri, simbol življenja in smrti, pa tudi na odrešenje, ki ga je prinesel Kristus. Korale so uporabljali tudi za zobanje in so jo pogosto nosili dojenčki. Svetnike na levi strani Madone običajno označujejo kot Janeza Krstnika, Bernarda iz Siene (posvečenec prvotne lokacije slike) in Hieronima; na desni strani bi bili Frančišek Asiški, Peter mučenik in sveti Andrej. Na zadnji sliki je italijanski zgodovinar Ricci identificiral portret Luce Paciolija, matematika, rojenega v Sansepolcru, kot Piero della Francesca. Prisotnost Janeza Krstnika bi razložili, ker je bil zavetnik Federikove žene, medtem ko je bil sv. Hieronim zaščitnik humanistov. Frančišek bo navsezadnje prisoten, saj je bila slika prvotno mišljena za frančiškansko cerkev San Donato degli Osservanti, kjer je bil Federico pozneje pokopan.
Sodobno čiščenje je razkrilo velike podrobnosti oblačil likov, draguljev angelov, Federicovega odsevnega oklepa in orientalske preproge pod nogami Device, kar odraža vpliv zgodnje-nizozemskega slikarstva.
Apsida se konča s školjčno polkupolo, iz katere visi nojevo jajce. Školjka je bila simbol nove Venere, Marije (v resnici je pravokotna na njeno glavo) in večne lepote. Jajce bi bilo biser, lupina pa bi se nanašala na čudež deviškega spočetja (lupina ustvari biser brez moškega posredovanja). Jajce na splošno velja za simbol stvarjenja in zlasti za Guidobaldovo rojstvo; noj je bil tudi eden od heraldičnih simbolov družine Montefeltro.
Po besedah italijanskega umetnostnega zgodovinarja Carla Ludovica Ragghiantija je bilo delo porezano na obeh straneh, kot kažejo deli ogredja, ki so komaj vidni v zgornjih kotih.